# Guerre des Huit Saints
La guerre des Huit Saints, qui a lieu de 1375 à 1378, oppose le pape Grégoire XI, résidant à Avignon jusqu'en septembre 1376, à une alliance entre la république de Florence et plusieurs villes révoltées des États pontificaux, notamment Bologne. 
Elle prend fin après la mort en mars 1378 de Grégoire XI, rentré à Rome en janvier 1377, puis réfugié à Anagni, et se conclut par un traité signé à Tivoli en juillet 1378.
Cette guerre est rapidement suivie du Grand Schisme d'Occident (1378-1417), qui divise la chrétienté occidentale entre les papes de Rome et les antipapes d'Avignon.
Elle tire son nom, qui n'apparait que beaucoup plus tard (1445), des commissions de huit membres créées par la république de Florence durant la guerre : les otto dei preti (les « huit des prêtres »), chargés de taxer le clergé pour acheter la neutralité du condottiere John Hawkwood (1375) et les otto di guerra (les « huit de la guerre »), chargés de la conduite de la guerre et de la diplomatie (1376). 

## Contexte historique

### La papauté d'Avignon (1309-1376)
Les papes résident à Avignon depuis le pontificat de Clément V (Bertrand de Got, archevêque de Bordeaux), élu en 1305 à Lyon (encore ville d'Empire), qui décide en 1309 de s'installer jusqu'à nouvel ordre à Avignon. Cette ville, qui se trouve aussi dans le Saint-Empire, à la frontière du royaume de France, est cédée au pape par le comte de Provence (aussi roi de Naples), ainsi que le Comtat Venaissin.
Les papes d'Avignon, qui sont tous français, sont assistés par des cardinaux en majorité français, souvent d'accord avec les vues des rois de France. 

### Le problème du retour à Rome
Cependant, à partir des pontificats d'Urbain VI (1362-1370) puis de Grégoire XI, le retour à Rome est envisagé, mais cela nécessite des négociations entre le pape et les pouvoirs politiques d'Italie (monarchies ou républiques urbaines).
Le pape est lui-même une puissance temporelle en Italie en tant que possesseur des États pontificaux (Latium, Ombrie, Emilie-Romagne). Il a donc des troupes à son service, commandées par des mercenaires, les condottiere, dont le plus connu est l'Anglais John Hawkwood (Giovanni Acuto, Jean Haccoude).

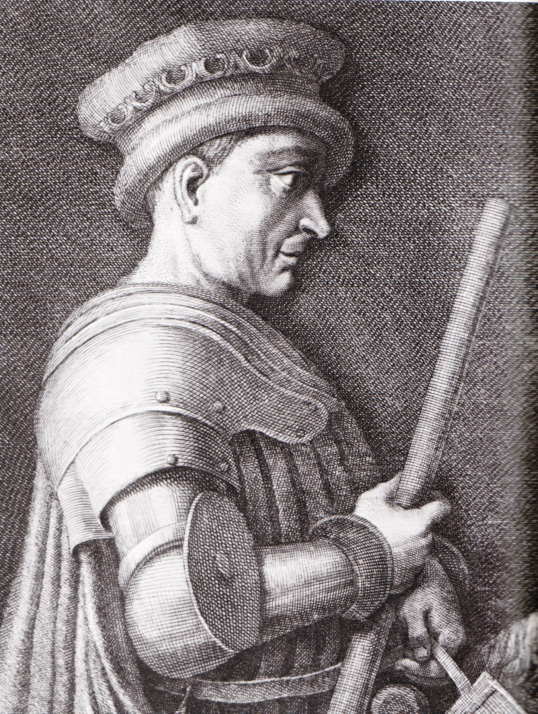
John Hawkwood, condottiere au service de la papauté dans les guerres qui opposent Grégoire XI aux Visconti, seigneurs de Milan

## Préludes à la guerre entre Florence et le pape
Florence est alors une république urbaine dirigée par la Signoria (seigneurie), qui essaie d'établir son autorité sur les territoires ruraux qui l'entourent, le contado. Cette situation est aussi le cas dans d'autres villes proches, à Pise et à Sienne, notamment. Ces villes sont aussi des puissances économiques : Florence, en particulier, est un des pôles majeurs du commerce et de la banque dans l'Europe du XIVe siècle, aux côtés de Venise et de Bruges.
Le conflit s'inscrit dans un faisceau de causes distinctes : d'une part l'opposition florentine à l'expansion territoriale des États pontificaux en Italie centrale – une des conditions du retour de la papauté avignonnaise – et d'autre part le sentiment d'antipathie qui se développe dans le gouvernement à l'encontre des capitaines de la Parte Guelfa florentine. 
À la fin de l'année 1372, la république de Florence craint une incursion des troupes pontificales dans le contado de Lunigiana, cité achetée à Barnabé Visconti et que l'opulente famille Ubaldini veut arracher à l'allégeance papale[pas clair].
De son côté, Grégoire XI reproche à Florence de ne pas l'avoir suffisamment soutenu dans la guerre contre les Visconti. En 1375, à la fin de cette guerre, nombre de Florentins craignent que le pape se tourne contre la république. 
En juillet 1375, Florence conclut une alliance avec les Visconti. 
En 1376, la seigneurie de Florance décide de prendre John Hawkwood à son service, pour la somme de 130 000 florins prélevée sur les revenus des paroisses, des évêchés et autres institutions ecclésiastiques. Il doit recevoir une solde annuelle de 600 florins pendant les cinq années à venir ainsi qu'un subside annuel de 1 200 florins[pas clair].
Une commission (balia) de huit membres est désignée par la Signoria (14 août 1376) : les otto dei preti (les « huit prêtres »), chargée de la négociation avec Hawkwood, puis de son entretien. 
L'inaction des mercenaires au service de Grégoire XI, désormais débauchés, est une continuelle source de tensions dans les villes des États pontificaux.

## Le conflit

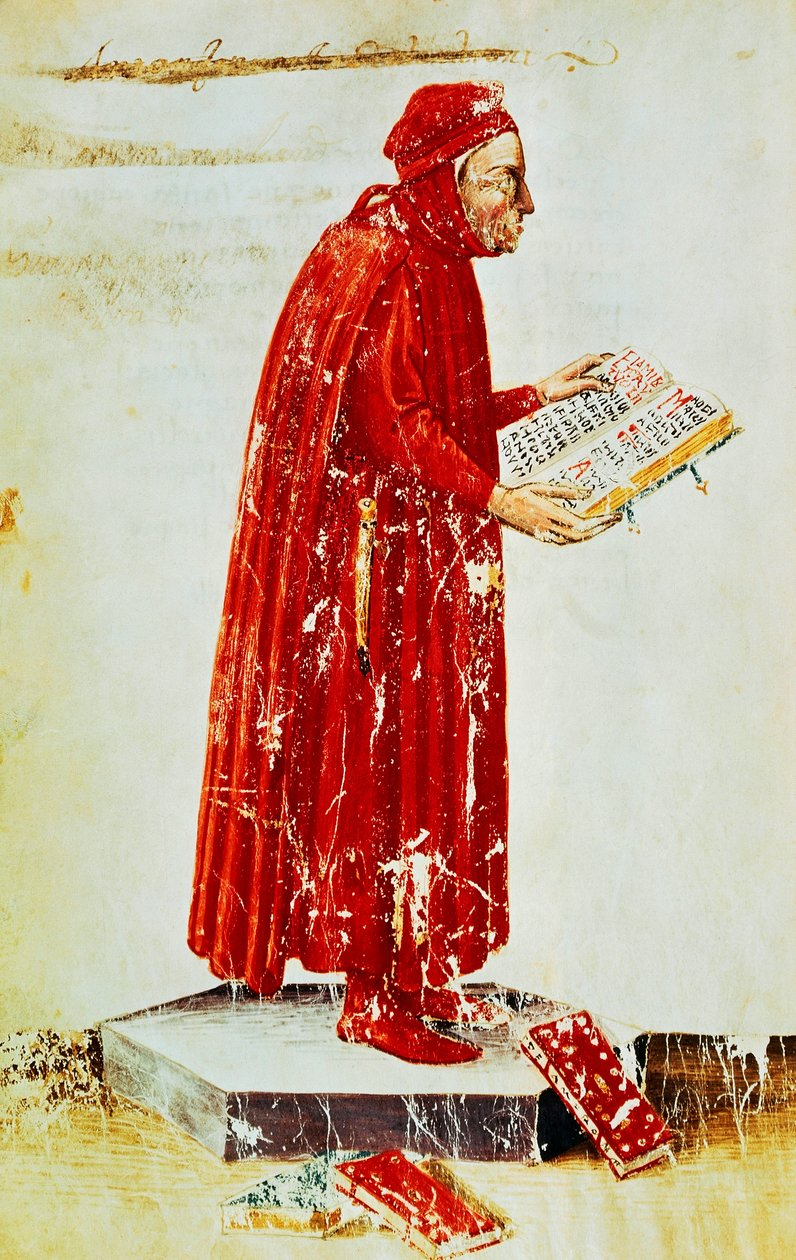
Coluccio Salutati, chancelier de la Commune de Florence lors du conflit

La conduite de la guerre est confiée à un comité de huit membres nommé par la seigneurie de Florence : les otto della guerra. 

### Propagande florentine et révoltes dans les États pontificaux (1375)
En 1375, des agents florentins sont envoyés dans plus de quarante villes des États pontificaux, notamment Bologne, Pérouse, Orvieto et Viterbe) pour fomenter des révoltes. Beaucoup de ces villes avaient été resoumises[Quand ?] à l'autorité pontificale par le cardinal Albornoz. Le chancelier florentin Coluccio Salutati diffuse des lettres encourageant les villes à se rebeller contre le gouvernement pontifical, « tyrannique et corrompu », et prônant un retour à un système républicain « all'antica ».
Des villes se soulèvent et se proclament communes libres, notamment Bologne.

### Excommunication de la Seigneurie et interdiction religieuse de Florence (1376-1377)
Grégoire XI excommunie alors les membres du gouvernement de Florence et place la ville sous interdit le 31 mars 1376, empêchant la tenue de services religieux dans la république. 
Dans un premier temps, les Florentins renoncent aux cérémonies religieuses, mais organisent des processions extra-ecclésiastiques, notamment de flagellants et de confréries, avec la réapparition de groupes précédemment condamnés comme  hérétiques, comme les Fraticelli[pas clair]. Le bâtiment hébergeant le tribunal l'inquisition à Florence est détruit et la Seigneurie revient sur les restrictions légales sur l'usure et d'autres pratiques désapprouvées par les (maintenant défuntes) cours ecclésiastiques[pas clair].
En octobre 1377 cependant, le gouvernement décide de contraindre le clergé de la ville à reprendre les services religieux, ce qui provoque la fuite de l'évêque de Florence, Angelo Ricasoli, et de l'évêque de Fiesole, Neri Corsini. De lourdes amendes et des confiscations sont appliquées par la Signoria aux prélats abandonnant leur poste, ce qui aboutit à la « liquidation la plus importante d'un patrimoine ecclésiastique n'importe où en Europe avant la réforme protestante » (ces confiscations ont aussi pu être motivées par les besoins financiers du conflit. 

### Sanctions économiques contre Florence
La bulle d'interdiction a un volet non religieux : il autorise l'arrestation et l'asservissement
des Florentins, ainsi que la confiscation de leurs biens dans toute l'Europe chrétienne. Ces clauses sont ignorées par certains souverains,  notamment le roi de France Charles V.
Les marchands florentins sont touchés à travers toute l'Europe, notamment la famille Alberti, banquiers de la cour pontificale d'Avignon. 

### Opérations politiques et militaires
En 1375-1376, John Hawkwood honore son premier accord avec les Florentins de ne pas porter la guerre en Toscane, mais réprime les rébellions dans les États pontificaux (En 1377, il passe au service de la coalition dirigée contre Grégoire XI).
Le 17 janvier 1377, Grégoire XI, qui a quitté Avignon en septembre 1376, fait son entrée à Rome. Mais il se heurte à des oppositions et se réfugie à Anagni;
Les autres condottieri du pape poursuivent les combats en Romagne, avec notamment le massacre de Césène en février 1377. Au printemps 1377, ils reprennent Bologne, alliée importante de Florence dans les États pontificaux.
En 1377[Quand ?], le cardinal Robert de Genève conduit lui-même des troupes pontificales contre les révoltés;
Grégoire XI meurt le 27 mars 1378. Des négociations sont engagées en vue du retour à la paix.
La guerre a coûté approximativement 2,5 millions de florins à la république de Florence.

## Fin du conflit

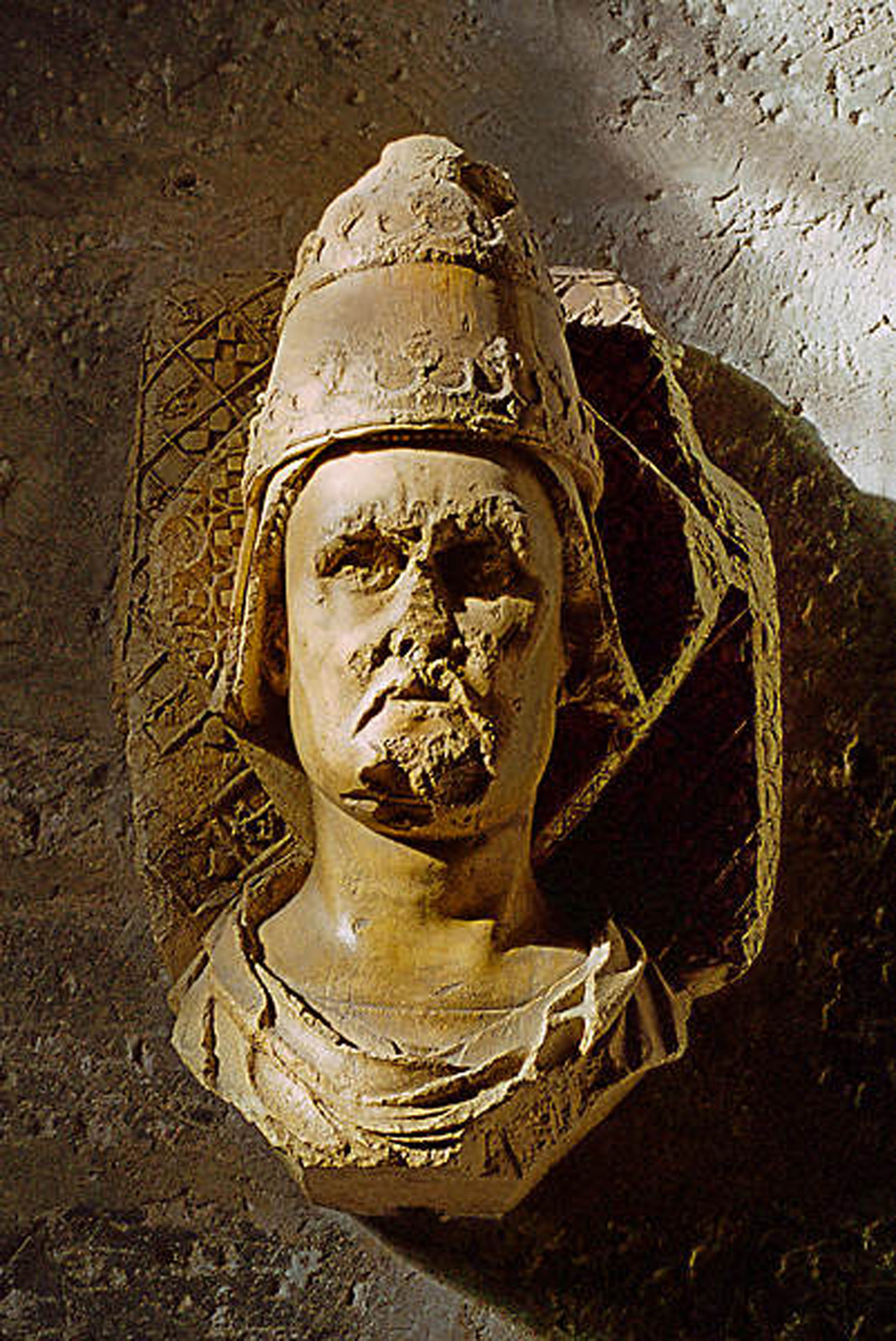
Robert de Genève, futur antipape Clément VII, commandant des forces papales à partir de 1377.

Après la mort de Grégoire XI, son successeur, Urbain VI, est élu à Rome le 8 avril. C'est un Italien, jusque-là archevêque de Bari. Il est très vite confronté à l'opposition des cardinaux issus de la cour d'Avignon, qui réunis à Naples, dans le royaume de la reine Jeanne Ire (1326-1382), de la maison d'Anjou-Sicile, lui lancent une sommation d'abdication (2 août) 
Cela n'empêche pas des négociations avec la république de Florence : un traité de paix est signé à Tivoli en juillet 1378. 
Aux termes de ce traité, Florence doit 
- verser au pape 200 000 florins pour se racheter (alors que l'indemnité envisagée par Grégoire XI était d'un million[4]) ;
- abroger les lois anti-ecclésiastiques édictées par la république ;
- restituer les biens confisqués au clergé.

De son côté, le pape doit lever l'interdit placé sur Florence et remettre en faveur la communauté ecclésiastique de Florence[pas clair].

## Les Huit Saints
L'expression « Huit Saints » (Otto Santi) renvoie à l'une ou l'autre des deux commissions de huit membres créées par le gouvernement pendant la guerre, voire aux deux. 
En 1375, lorsque la ville conclut un pacte de non-agression avec John Hawkwood pour la somme de 130 000 florins, il est décidé d'obliger le clergé des diocèses de Florence et de Fiesole à souscrire à un emprunt forcé du montant de cette somme ; la réalisation de l'opération est confiée à une commission de huit citoyens créée le 7 juillet 1375 : les otto dei preti. 
Puis en 1376, lorsqu'il apparaît nécessaire de créer un organe exécutif spécial pour la conduite de la guerre et des relations diplomatiques ; cette commission, les otto di guerra, est créée le 14 août 1376.
On ne sait pas lequel ces deux organismes était à l'époque connu sous le nom de « Huit Saints ». La majorité des historiens spécialistes du sujet pensent qu'il s'agit du premier, mais d'autres pensent qu'il s'agit du conseil militaire et diplomatique. 
La première désignation du conseil de la guerre comme « les huit saints » date de 1445, dans le récit de l'historien florentin Domenico Buoninsegni, alors qu'elle est absente des récits contemporains des événements, comme celui de Leonardo Bruni.

### Historiographie
1) documents d'époque mentionnant les commissions otto dei preti et otto di guerra
2) récits historiques de la fin du Moyen Âge
- Leonardo Bruni, dit « l'Arétin » (1370-1444), secrétaire pontifical, puis chancelier de Florence, successeur de Coluccio Salutati (à partir de 1406)
- Domenico Buoninsegni[11] (1384-1466)